# Узинська сільська рада
| Узинська сільська рада — орган місцевого самоврядування у Тисменицькому районі Івано-Франківської області з адміністративним центром у с. Узин. Водоймища на території, підпорядкованій даній раді: річка Узинець. Сільській раді підпорядковані населені пункти: - с. Узин |

## Склад ради
Рада складається з 12 депутатів та голови.

### Керівний склад ради
| ПІБ                     | Основні відомості                                                                                | Дата обрання | Дата звільнення |
| ----------------------- | ------------------------------------------------------------------------------------------------ | ------------ | --------------- |
| Шалаута Оксана Олегівна | Сільський голова, 1964 року народження, освіта, член Української республіканської партії «Собор» | 26.03.2006   | 31.10.2010      |

Примітка: таблиця складена за даними джерела